# پدرو کاستیلو
خوزه پدرو کاستیلو ترونس (José Pedro Castillo Terrones)، (زادهٔ ۱۹ اکتبر ۱۹۶۹) معلم، رهبر صنفی و سیاستمدار اهل پرو است که از ۲۸ ژوئیه ۲۰۲۱، پس از انتخابات سراسری پرو در سال ۲۰۲۱، از ۲۸ ژوئیه ۲۰۲۱ تا ۷ دسامبر ۲۰۲۲ ۶۳اُمین رئیس‌جمهور پرو بود. او در اعتصاب معلمان در سال ۲۰۱۷ به عنوان چهره‌ای برجسته، شناخته شد و در انتخابات به عنوان نامزد حزب چپ‌گرای پروی آزاد، شرکت کرد. او در دور اول رای‌گیری ریاست جمهوری مقام اول را کسب کرد و همراه با کیکو فوجیموری به دور دوم انتخابات راه یافت. در ۱۶ ژوئن، شمارش نهایی دور دوم انتخابات پرو توسط دفتر ملی فرایندهای انتخاباتی نشان داد که کاستیلو ۵۰٫۱۳ درصد از آرای صحیح را به دست آورده‌است، هیئت ملی داوری انتخابات اعلام رسمی نتایج را به دلیل مطرح شدن ادعاهای تقلب توسط فوجیموری به تأخیر انداخت. پیروزی کاستیلو در ۱۹ ژوئیه تأیید شد و در ۲۸ ژوئیه ریاست جمهوری وی آغاز شد. او در اقدامی برای انحلال کنگره در سال ۲۰۲۲ از سمتش بر کنار شد.

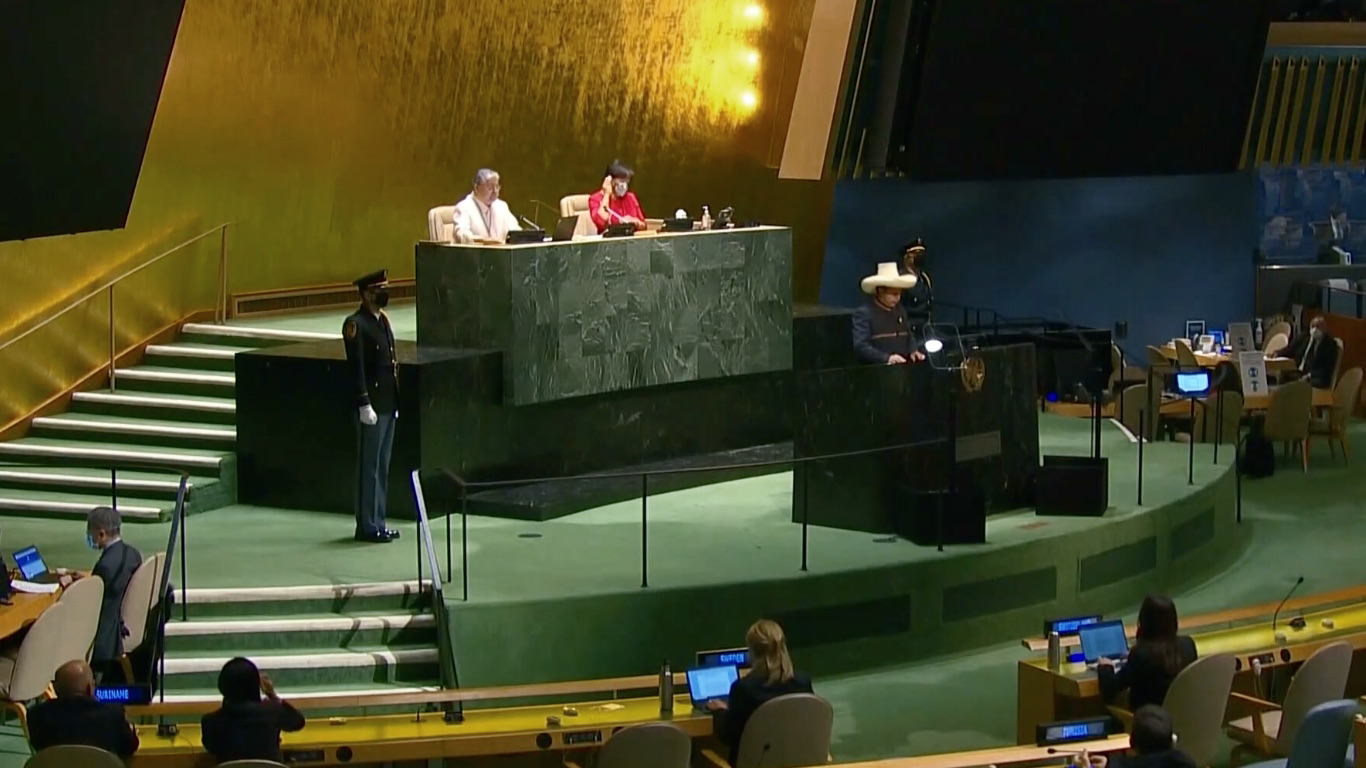
سخنرانی کاستیلو در ۷۶اُمین مجمع عمومی سازمان ملل متحد

## سوابق انتخاباتی
| سال  | سِمت                        | حزب       | آرای به‌دست آمده | درصد   | نتیجه       | رتبه      |
| ---- | -------------------------- | --------- | --------------- | ------ | ----------- | --------- |
| ۲۰۰۲ | دفتر شهردار آنگوینا        |           | ۱۰۴             | ۸٫۸۲۱  | انتخاب نشده | ۴اُم       |
| ۲۰۲۱ | ریاست جمهوری پرو (دور دوم) | پروی آزاد | ۸٬۸۳۶٬۳۸۰       | ۵۰٫۱۲۶ | منتخب       | رتبهٔ نخست |